# Distant Shores
Albums de Chad and Jeremy
I Don't Want To Lose You Baby
(1965) Of Cabbages and Kings
(1967)
Singles
1. Distant Shores/Last Night
Sortie : 9 juillet 1966
2. You Are She/I Won't Cry
Sortie : 1966

Distant Shores est le cinquième album studio du duo anglais Chad & Jeremy, publié le 15 août 1966. Distant Shores est enregistré entre novembre 1965 et mars 1966. Cet album est un précurseur de leur album psychédélique Of Cabbages and Kings. Il inclut le premier enregistrement de Homeward Bound par Paul Simon,.

## Liste des titres
1. Distant Shores (James William Guercio) – 2:44
2. Ain't It Nice (Jimmy Smith) – 3:07
3. When Your Love Has Gone (Bobby Goldsboro) – 2:38
4. Homeward Bound (Paul Simon) – 2:33
5. The Way You Look Tonight (Dorothy Fields, Jerome Kern) – 2:33
6. Morning (Jeremy Clyde, Chad Stuart) – 2:49
7. You Are She (Jeremy Clyde, Chad Stuart) – 2:36
8. Everyone's Gone to the Moon (Jonathan King)– 2:29
9. I Won't Cry (James William Guercio) – 2:05
10. Early Morning Rain (Gordon Lightfoot) - 3:41
11. Don't Make Me Do It (Jeremy Clyde, Chad Stuart) – 2:39